# Bathycongrus polyporus
Bathycongrus polyporus és una espècie de peix pertanyent a la família dels còngrids.

## Descripció
- Pot arribar a fer 43 cm de llargària màxima.[6]

## Hàbitat
És un peix marí i batidemersal que viu entre 439 i 549 m de fondària.

## Distribució geogràfica
Es troba a l'Atlàntic occidental central: l'estret de Florida i la costa septentrional de Cuba.

## Observacions
És inofensiu per als humans.